# Harvest Records
Pour les articles homonymes, voir Harvest.
Harvest Records est un label créé par EMI en 1969 pour promouvoir le rock progressif britannique. Parmi ses artistes, elle compte entre autres Deep Purple, Electric Light Orchestra, The Move et Pink Floyd.

## Artistes du label
- The Albion Band
- Banks
- Kevin Ayers
- Ayshea
- Babe Ruth
- Bakerloo
- Barclay James Harvest
- Syd Barrett
- Battered Ornaments
- Be Bop Deluxe
- Belle Époque
- The Beyond
- Richard Brautigan
- The Edgar Broughton Band
- Pete Brown & Piblokto!
- Kate Bush
- Michael Chapman
- Climax Blues Band
- Shirley & Dolly Collins
- Dark Star
- Deep Purple
- Thomas Dolby
- East of Eden
- Electric Light Orchestra
- Eloy
- Fisherman Z
- Focus
- Forest
- Formerly Fat Harry
- Fourth Way
- The Grease Band
- The Greatest Show On Earth
- Roy Harper
- Kayak
- Little River Band
- Machiavel
- Maneige
- Mark-Almond
- The Monks
- The Move
- Nine Days Wonder
- Pink Floyd
- The Pretty Things
- Pyx Lax (Greek Band)
- Quatermass
- The Saints
- Soft Machine
- Scorpions
- Alan Sorrenti
- Chris Spedding
- Spontaneous Combustion
- Tea & Symphony
- Third Ear Band
- Tom Robinson Band
- Wire
- Wizzard
- Roy Wood